# Diuraphis calamagrostis
Diuraphis calamagrostis är en insektsart som först beskrevs av Ossiannilsson 1959.  Diuraphis calamagrostis ingår i släktet Diuraphis och familjen långrörsbladlöss. Arten är reproducerande i Sverige. Inga underarter finns listade i Catalogue of Life.